# پروانه تهرانی
پروانه تهرانی ورزشکار ایرانی است که در رشته تکواندو فعالیت دارد. او مدال برنز بازی‌های آسیایی ۲۰۰۲ را در دسته منهای ۵۵ کیلوگرم را کسب کرد.